# Društvene znanosti
Društvene znanosti čine znanstvene discipline koje se bave proučavanjem društvenog života grupa ljudi i pojedinaca. Uključuju antropologiju, pedagogiju, informacijske znanosti, komunikologiju, ekonomiju, antropogeografiju, povijest, politologiju, psihologiju, sociologiju i druge srodne discipline.

## Povijest društvenih znanosti
Riječ "znanost" starija je od svoje moderne uporabe. Utjecajem pozitivizma riječ je postala kratica za "prirodne znanosti". Društvo je tek nedavnim razvitkom postalo objekt organiziranog korpusa znanja koje se može standardizirati i o njemu objektivno promišljati, slijedeći vlastita pravila i metodologiju.

### Antička Grčka
U antičkoj filozofiji nije postojala razlika između matematike i proučavanja povijesti, poezije ili politike. Tek se razvojem matematičkog dokaza postupno isticala percipirana razlika između "znanstvenih" i drugih disciplina. Aristotel je stoga proučavao planetarno gibanje i poeziju istim metodama, a Platon je kombinirao geometrijske dokaze s vlastitom demonstracijom stanja intrinzičnog znanja.

### Islamska civilizacija
Značajne doprinose društvenim znanostima ostvarili su muslimanski znanstvenici u islamskoj civilizaciji. Al-Biruni (973. – 1048.) nazivan je "prvim antropologom". Napisao je detaljne komparativne studije o antropologiji naroda, religija i kultura na Bliskom istoku, Mediteranu i u južnoj Aziji. Al-Birunijeva antropologija religije bila je jedina moguća stvar za znanstvenika duboko uronjenog u nauke drugih naroda. Nekoliko je znanstvenika također hvalilo Birunija zbog njegove islamske antropologije. 
Ibn Khaldun (1332. – 1406.) smatran je ocem demografije, historiografije, filozofije povijesti, sociologije i društvenih znanosti, te označen pionirom moderne ekonomije. Najpoznatiji je po svom djelu Muqaddimah (grčki Prolegomenon).

### Europska misao
Nakon pada Rima, koji je učinio malo po pitanju znanosti, teoretiziranje je prešlo u ruke svećenstva i grupe učenjaka poznatih kao skolastici. Istaknuti mislioci srednjeg vijeka poput Abelarda, Erigene, sv. Anselma i Ivana od Salisburyja napisali su nekoliko komentara o ekonomskoj analizi. Toma Akvinski je u 13. stoljeću izrazio zanimanje za političku sociologiju, te je pisao nešto o ekonomiji. Neposredno pred renesansu oko 14. stoljeća Buridanus i Oresmius pisali su o novcu. U 15. stoljeću sv. Antonin Firentinski pisao je o općem ekonomskom procesu. U 16. stoljeću Leonard de Leys (Lessius), Juan de Lego, a posebice Luis Molina pisali su o ekonomskim temama. Ovi pisci fokusirali su se na objašnjavanje vlasništva kao nečega za "javno dobro".
Reprezentativne figure 17. stoljeća bili su David Hartley, Hugo Grotius, Thomas Hobbes, John Locke, te Samuel von Putendorf. Thomas Hobbes raspravljao je kako deduktivno zaključivanje iz aksioma stvara znanstveni okvir, pa je stoga njegov Levijatan bio znanstveni opis političkog commonwealtha. U osamnaestom stoljeću društvene znanosti su se nazivale moralnom filozofijom nasuprot prirodnoj filozofiji i matematici, a uključivale su prirodnu teologiju, prirodnu etiku, prirodnu jurisprudenciju te politiku koja je uključivala ekonomiju i financije ("dohodak"). Čista filozofija, logika, književnost i povijest bili su izvan tih dviju kategorija. Adam Smith bio je profesor moralne filozofije, te učenik Francisa Hutchesona. Ličnosti tog vremena bili su François Quesnay, Rousseau, Giambattista Vico, William Godwin, Gabriel Bonnet de Mably, te Andre Morellet. Encyclopédie koja je nastala u to vrijeme sadržavala je različita djela o društvenim znanostima.

### Devetnaesto stoljeće
Termin "društvene znanosti" prvi put se pojavio 1824. u knjizi Williama Thompsona (1775. – 1833.) An Inquiry into the Principles of the Distribution of Wealth Most Conducive to Human Happiness; applied to the Newly Proposed System of Voluntary Equality of Wealth. Auguste Comte (1797. – 1857.) tvrdio je kako ideje prolaze kroz tri uzlazna stadija, teološki, filozofski i znanstveni. Definirao je razliku među njima po tome što je prvi stadij ukorijenjen u pretpostavci, drugi u kritičkoj misli, a treći u pozitivnom promatranju. Ovaj okvir, koji još uvijek mnogi odbacuju, obuhvaća misao čija je namjera bila potisnuti ekonomsko istraživanje iz deskriptivne u matematičku disciplinu. Karl Marx bio je jedan od prvih pisaca koji je tvrdio kako su njegove metode istraživanja predstavljale znanstveni pogled na povijest u tom modelu.
Krajem 19. stoljeća sve češće su se pojavljivali pokušaji primjene jednadžbi na tvrdnje o ljudskom ponašanju. Među prvima bili su "Zakoni" filologije koji su pokušavali zabilježiti promjenu glasova u jeziku tijekom vremena.
Deskriptivna verzija socijalne teorije zadobila je drugi udarac radom Charlesa Darwina. Biologija se značajno odupirala matematičkom istraživanju, a za teoriju prirodne selekcije i impliciranu ideju genetičkog nasljeđivanja – za koju je kasnije otkriveno kako ju je osmislio Gregor Mendel, činilo se kako su usmjerile znanstvenu biologiju zasnovanu poput fizike i kemije na matematičkim odnosima.

### Dvadeseto stoljeće
U prvoj polovici 20. stoljeća statistika je postala slobodna i neovisna disciplina primijenjene matematike. Statističke metode pouzdano su se koristile, primjerice u rastućem statističkom pogledu biologije.
Prvi mislioci koji su pokušali kombinirati ispitivanje čiji su tip zamjetili kod Darwina i njegova istraživanja ljudskih odnosa, a koje se, implicirano teorijom evolucije, temeljilo na selektivnim silama, bili su Freud u Austriji i William James u Sjedinjenim Državama. Freudova teorija o funkcioniranju uma te Jamesovo djelo o eksperimentalnoj psihologiji imali su ogroman utjecaj na one koji su uslijedili. Posebno je važan Freud koji će stvaranjem okvira privući ne samo one koji studiraju psihologiju, već također umjetnike i pisce.
Jedan od najgorljivijih zastupnika pogleda znanstvenog pristupa filozofiji bit će John Dewey (1859. – 1952.). On je krenuo, kao što je to Marx učinio, primjenjivati hegelovski idealizam i logiku na eksperimentalnu znanost, što se može vidjeti u njegovoj Psihologiji iz 1887. godine. Ipak, napustio je hegelovske konstrukcije. On se pod utjecajem Charlesa Sandersa Peircea i Williama Jamesa pridružio pokretu u Americi nazvanom pragmatizam. Zatim je formulirao svoju osnovnu doktrinu objavljenu u eseju "The Influence of Darwin on Philosophy" (1910).
Ova ideja, utemeljena na njegovoj teoriji kako organizmi odgovaraju, govori kako postoje tri faze procesa ispitivanja:
1. problematična situacija, gdje je tipičan odgovor nedostatan.
2. izolacija podataka ili materija predmeta.
3. Reflektivno, što se testira empirijski.

Usponom ideje kvantitativnog mjerenja u fizikalnim znanostima, što se primjerice vidi u slavnoj maksimi Lorda Rutherforda kako je svako znanje koje netko ne može brojčano izmjeriti "jadna vrsta znanja", postavljena je scena za koncepciju humanističkih znanosti kao prekursora "društvenih znanosti".
Ova promjena nije bila niti je sada, bez svojih protivnika, istovremeno unutar akademske zajednice i izvan nje. Raspon kritika kretao se od onih koji su vjerovali da su fizikalne znanosti kvalitativno različite od društvenih znanosti, preko onih koji nisu vjerovali ni u kakvu vrstu statističke znanosti, kao i onih koji se nisu slagali s metodologijom i vrstama zaključaka društvenih znanosti, sve do onih koji su vjerovali da čitav okvir scijentifikacije tih disciplina uglavnom čini želju za prestižom.
Neka područja društvenih znanosti razvila su vrlo kvantitativnu metodologiju. Nasuprot tome, interdisciplinarna i križnodisciplinarna priroda znanstvenog ispitivanja ljudskog ponašanja te društvenih i okolinskih čimbenika koji utječu na ljudsko ponašanje potaknula je mnoge prirodne znanosti na zanimanje za neke aspekte metodologije društvenih znanosti. Primjeri nestajanja granica uključuju pojavu disciplina poput društvenih istraživanja medicine, sociobiologije, neuropsihologije, bioekonomije te povijesti i sociologije znanosti. Kvantitativne i kvalitativne metode sve su se više integrirale u istraživanje ljudskog djelovanja te njegovih implikacija i posljedica.
Godine 1924. prominentni društveni znanstvenici osnovali su počasno društvo za društvene znanosti Pi Gamma Mu. Među njegovim ključnim zadaćama bilo je promicanje interdisciplinarne suradnje i razvijanje integrirane teorije ljudske ličnosti i organizacije. Vodeći se istim ciljevima, utemeljeni su časopisi interdisciplinarnih stipendija u raznim društvenim znanostima i potpora za predavanja.

### Uspon
Theodore Porter tvrdio je u djelu The Rise of Statistical Thinking kako napor za osiguravanje sintetske društvene znanosti predstavlja materiju kombinirane administracije i otkrića, a uspon društvene znanosti stoga je obilježen pragmatičkim potrebama jednako kao i teoretskom čistoćom. Primjer navedenog je uspona koncepta kvocijenta inteligencije ili IQ-a. Nejasno je točno što se mjeri, no mjerenje je korisno zbog toga što predviđa uspjeh u različitim nastojanjima.
Uspon industrijalizma stvorio je niz socijalnih, ekonomskih i političkih problema, posebice u upravljanju ponudom i potražnjom u njihovoj političkoj ekonomiji, upravljanju resursima za vojno i razvojno korištenje, stvaranju masovnih obrazovnih sustava za treniranje pojedinaca u simboličkom zaključivanju te problema u upravljanju učincima same industrijalizacije. Percipirana besmislenost "Velikog rata" kako se nekoć nazivao rat od 1914-18, danas nazivan Prvi svjetski rat, utemeljena na onome što se percipiralo "emocionalnim" i "iracionalnim" odlukama, osigurala je trenutačan impuls za oblik odlučivanja koje je bilo "znanstvenije" i lakše za upravljanje. Jednostavno rečeno, upravljanje novim multinacionalnim poduzećima, privatnim i državnim, zahtijevalo je više podataka. Više podataka zahtijevalo je sredstva reduciranja podataka na informaciju prema kojoj bi se donosile odluke. Brojevi i dijagrami mogli su se brže interpretirati te učinkovitije prenositi od dugačkih tekstova. Nasuprot tome, interdisciplinarna i križnodisciplinarna priroda znanstvenog ispitivanja ljudskog ponašanja te društvenih i okolinskih čimbenika koji utječu na ljudsko ponašanje učinila je mnoge takozvane čvrste znanosti ovisnima o metodologiji društvenih znanosti. Primjeri nestajanja granica uključuju pojavu disciplina poput društvenih istraživanja medicine, sociobiologije, neuropsihologije, bioekonomije te povijesti i sociologije znanosti. Kvantitativne i kvalitativne metode sve su se više integrirale u istraživanje ljudskog djelovanja te njegovih implikacija i posljedica.
U 1930-ima ovaj novi model odlučivanja postao je zacementiran New Dealom u SAD-u, a u Europi sa sve većom potrebom za upravljanjem industrijskom proizvodnjom i državnim poslovima. Institucije kao što su The New School for Social Research, International Institute of Social History, te odsjeci za "društveno istraživanje" na prestižnim sveučilištima osnovani su radi ispunjavanja rastuće potražnje za pojedincima koji bi mogli kvantificirati ljudske interakcije i proizvesti modele za odlučivanje na toj osnovi.
S tom pragmatičkom potrebom bilo je spareno vjerovanje kako jasnoća i jednostavnost matematičkog izraza izbjegava sistematske pogreške holističke misli i logike ukorijenjene u tradicionalnom argumentu. Ovaj trend, dio većeg pokreta poznatog kao modernizam, pružio je retorički rub za ekspanziju društvenih znanosti.

### Današnje stanje
Malen je pokret koji nastavlja težiti konsenzusu o tome kakvu bi snagu i rafiniranost mogla imati metodologija za spajanje predložene "velike teorije" s raznim teorijama srednjeg raspona koje uz značajan uspjeh nastavljaju pružati korisne okvire za masivne, rastuće banke podataka. Vidi konzilijencija.

### Studiranje društvenih znanosti
Sveučilišta diljem svijeta smatraju studije društvenih znanosti vitalnima za budućnost društva, a mnoga nude različite stupnjeve u multiplicitetu područja društvenih znanosti.
U Sjedinjenim Državama student koji je upisao studij područja unutar društvenih znanosti može steći stupanj Bachelor of Arts, posebice ako je područje jedno od tradicionalnih "liberal arts" – poput povijesti – ili može steći stupanj Bachelor of Science, jer društvene znanosti čine jednu od dviju glavnih grana "znanosti" (drugu granu čine "prirodne znanosti"). Štoviše, na početku 20. stoljeća neke su institucije stvorile specijalizirane stupnjeve specifične za društvenu znanost – poput stupnja prvostupnika ekonomije, iako su takvi specijalizirani stupnjevi relativno rijetki u Sjedinjenim Državama.
Bachelor of Social Science, BSocSc ili B.Soc.Sc je stupanj namijenjen isključivo društvenim znanostima, te je često fleksibilniji i dublji od ostalih stupnjeva koji također uključuju društvenoznanstvene predmete. Bachelor of Social Science može se steći na Sveučilištu u Waikatu (Hamilton, Novi Zeland), Sveučilištu u Sydneyju (Sydney, Australija), Sveučilištu u Hong Kongu (Hong Kong, Kina), Sveučilištu u Manchesteru (Manchester, Engleska), Lincolnovu sveučilištu (Christchurch, Novi Zeland), Nacionalnom sveučilištu u Maleziji (Bangi, Malezija), te Sveučilištu u Queenslandu (Brisbane, Australija).

## Polja društvenih znanosti

### Antropologija
Antropologija je holistička disciplina koja se bavi integracijom različitih aspekata društvenih i humanističkih znanosti, te biologije čovjeka. Ona obuhvaća arheologiju, prapovijest, fizičku ili biološku antropologiju, antropološku lingvistiku, socijalnu i kulturnu antropologiju, etnologiju i etnografiju. To je područje koje nudi većina preddiplomskih institucija. Riječ anthropos (άνθρωπος) dolazi od grčke riječi za "ljudsko biće" ili "osobu". Eric Wolf opisuje sociokulturnu antropologiju kao "najznanstveniju humanističku znanost, te najviše humanističku od svih znanosti".

### Ekonomija
Ekonomija je društvena znanost koja analizira i opisuje proizvodnju, distribuciju i potrošnju bogatstava. Riječ "ekonomija" dolazi iz grčkih riječi οἶκος [oikos], "obitelj, domaćinstvo, posjed" i νόμος [nomos], "običaj, zakon" i stoga označava "upravljanje domaćinstvom" ili "upravljanje državom". Ekonomist je osoba koja koristi ekonomske koncepte i podatke u svrhu zapošljavanja ili netko tko je stekao sveučilišni naziv u tom predmetu. Klasična kratka definicija ekonomije koju je 1932. iznio Lionel Robbins označava ekonomiju kao "znanost koja istražuje ljudsko ponašanje kao odnos između oskudnih sredstava koje imaju alternativnu uporabu". Bez oskudnosti i alternativne uporabe nema ekonomskih problema. Još kraće definicije govore o ekonomiji kao "istraživanju o tome kako ljudi pokušavaju zadovoljiti potrebe i želje" i "istraživanju financijskih aspekata ljudskog ponašanja".
Ekonomija ima dvije velike grane: mikroekonomiju, u kojoj je jedinica analize individualni agens poput domaćinstva ili tvrtke, te makroekonomiju, u kojoj je jedinica analize ekonomija u cjelini. Druga podjela predmeta razlikuje pozitivnu ekonomiju, koja svrstava izbore i akcije po nekom kriteriju; takva razvrstavanja nužno uključuju subjektivne vrijednosne odluke. Od ranog 20. stoljeća ekonomija se uglavnom fokusirala na mjerljive količine, koristeći teoretske modele i empirijsku analizu. Kvantitativni modeli ipak se mogu prvi put pronaći još u fiziokratskoj školi. Ekonomsko zaključivanje sve se više primjenjuje u posljednjih nekoliko desetljeća u socijalnim situacijama gdje se novac ne uzima u obzir poput politike, prava, psihologije, povijesti, religije, bračnog i obiteljskog života, te u ostalim socijalnim interakcijama.
Ova paradigma odlučno pretpostavlja (1) da su resursi oskudni zbog toga što su nedostatni za zadovoljenje svih želja, te (2) da "ekonomska vrijednost" predstavlja spremnost za plaćanjem kao što se može primjerice vidjeti u tržišnim transakcijama. Konkurentne škole misli kao što su heterodoksna ekonomija, institucionalna ekonomija, marksistička ekonomija, socijalizam, zelena ekonomija i ekonomska sociologija same su oblikovale druge osnovne pretpostavke, na primjer kako se ekonomija primarno bavi razmjenom vrijednosti, te kako je rad (ljudski napor) izvor svih vrijednosti.
Rastuća domena ekonomije u društvenim znanostima opisana je kao ekonomski imperijalizam.

### Obrazovanje
Obrazovanje obuhvaća poučavanje i učenje specifičnih vještina, te također nešto manje opipljivo ali mnogo dublje: davanje znanja, pozitivno odlučivanje i dobro razvijenu mudrost. Obrazovanje ima kao jedan od svojih fundamentalnih aspekata predaju kulture s generacije na generaciju (vidi socijalizacija). Educirati prema latinskoj riječi educare znači "izvesti, iscrtati" odnosno označava facilitaciju realizacije potencijala i talenata pojedinca. Obrazovanje je primjena pedagogije, korpusa teoretskog i primijenjenog istraživanja povezanog s poučavanjem i učenjem zasnovanima na mnogim disciplinama poput psihologije, filozofije, računarstva, lingvistike, neuroznanosti, sociologije i antropologije.
Obrazovanje pojedinog ljudskog bića započinje pri rođenju i nastavlja se kroz čitav život. (Neki vjeruju kako obrazovanje počinje čak i prije rođenja, a kao dokaz toga su roditelji koji puštaju glazbu ili čitaju djetetu dok je ono u utrobi s nadom da će to utjecati na razvoj djeteta.) Neki smatraju kako borbe i trijumfi svakodnevnog života pružaju mnogo više instrukcija od formalnog pohađanja škole (stoga je Mark Twain izrekao primjedbu kako se "nikada ne smije dopustiti da škola interferira s nečijom edukacijom"). Članovi obitelji mogu imati dublji edukacijski učinak – često mnogo dublji od onoga kojeg vide – iako obiteljsko poučavanje može funkcionirati vrlo neslužbeno.

### Zemljopis
Zemljopis kao disciplina može se grubo podijeliti na dva glavna područja: antropogeografiju i fizičku geografiju. Antropogeografija se uglavnom fokusira na izgrađeni okoliš te na način na koji ljudi stvaraju, vide i upravljaju prostorom. Ona također proučava utjecaj koji ljudi čine u prostoru kojeg nastanjuju. Fizička geografija proučava prirodni okoliš te nastajanje i interakciju klime, vegetacije i života, tla, vode i reljefa. Kao rezultat ovih dvaju područja koja koriste različite pristupe nastalo je treće područje, okolinska geografija. Okolinski zemljopis kombinira fizičku i antropogeografiju, te traži interakcije između okoline i ljudi.
Zemljopisci pokušavaju shvatiti Zemlju u pojmovima fizičkih i prostornih odnosa. Prvi zemljopisci fokusirali su se na znanost izrade zemljovida i pronalaska putova preciznog projiciranja površine Zemlje.  U tom smislu geografiju premošćuje neke praznine između prirodnih i društvenih znanosti. Povijesna geografija često se poučava na fakultetu na objedinjenom odsjeku za geografiju.
Moderna geografija je sveuobuhvatna disciplina koja pokušava shvatiti kako se svijet mijenja u pojmovima ljudskih naselja i prirodnih obrazaca. Područja urbanističkog planiranja, regionalne znanosti i planetologije blisko su povezane sa zemljopisom. Geografski praktičari koriste mnoge tehnologije i metode prikupljanja podataka kao što su daljinska istraživanja, aerofotografija, statistika i globalni pozicijski sustavi (GPS).
Polje zemljopisa je općenito podijeljeno na dvije različite grane: fizičku geografiju i antropogeografiju. Fizička geografija proučava fenomene povezane s klimom, oceanima, tlom i izmjerom Zemlje. Antropogeografija se fokusira na različita područja poput kulturne geografije, transporta, zdravstva, vojnih operacija i gradova. Ostale grane geografije uključuju socijalnu geografiju, regionalnu geografiju, geomatiku i okolinsku geografiju.

### Povijest
Povijest je kontinuirana, sistematska naratologija i istraživanje prošlih događaja povezanih s ljudskom vrstom; ona je također istraživanje svih događaja u vremenu u odnosu na čovječanstvo. Postoji velika debata oko akademske klasifikacije povijesti, primjerice u Sjedinjenim Državama National Endowment for the Humanities svrstava povijest u svoju definiciju humanističkih znanosti (kao što to čini i za primijenjenu lingvistiku). Ipak National Research Council klasificira povijest kao društvenu znanost. Na povijest se može gledati kao na ukupan zbroj mnogih stvari uzetih zajedno te spektra događaja koji se zbivaju u akciji koja uslijedi redom od prošlosti do sadašnjosti te dalje u budućnost. Povijesna metoda obuhvaća tehnike i smjernice pomoću kojih povjesničari koriste primarne izvore i ostale dokaze radi istraživanja i zapisivanja povijesti.

### Pravo
Pravo u običnom razgovoru označava pravilo koje se (za razliku od etičkih pravila) može provoditi kroz institucije. Studij prava prelazi granice između druptvenih i humanističkih znanosti ovisno o pogledu na istraživanje njegovih ciljeva i učinaka. Pravo nije uvijek provedivo, posebice u kontekstu internacionalnih odnosa. Definira se kao "sustav pravila", kao "interpretativni koncept" za postizanje pravde, kao "autoritet" za medijaciju ljudskih interesa, pa čak i kao "zapovijed suverena koja u svojoj pozadini ima prijetnju sankcijom". Međutim promišljanjem o pravu obično se misli na potpuno centralnu socijalnu instituciju. Pravna politika inkorporira praktičnu manifestaciju misli iz gotovo svih društvenih i humanističkih znanosti. Zakoni su politika, jer ih političari stvaraju. Pravo je filozofija jer njihove ideje oblikuju moralna i etička uvjerenja. Pravo govori mnogo o povijesnim pričama, jer se statuti, specijalni zakoni i kodeksi razvijaju tijekom vremena. Pravo je također ekonomija, jer svako pravilo o ugovoru, deliktu, pravu vlasništva, rada i tvrtki te mnogih drugih mogu imati dugotrajne učinke na raspodjelu bogatstava. Imenica pravo je kalk nastao prema njemačkom Recht, odnosno francuskom droit, a označava nešto ravno, neiskrivljeno, dok pridjev legalni dolazi od latinske riječi lex.

### Lingvistika
Lingvistika istražuje kognitivne i socijalne aspekte ljudskog jezika. Polje je podijeljeno na područja koja se fokusiraju na aspekte lingvističkog signala poput sintakse (istraživanje pravila koja upravljaju strukturom rečenica), semantike (istraživanje značenja), fonetike (istraživanje govornih zvukova) i fonologije (istraživanje apstraktnog zvučnog sustava pojedinog jezika); ipak, rad u područjima poput evolucijske lingvistike (istraživanje podrijetla i evolucije jezika) i psiholingvistike (istraživanje psiholoških faktora u ljudskom jeziku) dokinulo je te podjele.
Silna većina modernih istraživanja u lingvistici uzima predominantno sinkronu perspektivu (fokusirajući se na jezik u određenoj točki u vremenu), a veći dio njih—djelomično zahvaljujući utjecaju Noama Chomskog—imaju za cilj formuliranje teorija kognitivnog procesiranja jezika. Ipak, jezik ne postoji u vakuumu ili samo u mozgu, pa pristupi poput kontaktne lingvistike, kreolnih znanosti, analize diskursa, socijalne interaktivne lingvistike i sociolingvistike istražuju jezik u njegovu socijalnom kontekstu. Sociolingvistika često koristi tradicionalnu kvantitativnu analizu u istraživanju učestalosti obilježja, dok se druge discipline poput kontaktne lingvistike fokusiraju na kvalitativnu analizu. Određena područja lingvistike stoga se mogu shvatiti kako jasno pripadaju društvenim znanostima, dok druga područja poput akustičke fonetike i neurolingvistike pripadaju prirodnim znanostima. Lingvistika tek sekundarno počiva na humanističkim znanostima koje su odigrale veliku ulogu u lingvističkim ispitivanjima u 19. i ranom 20. stoljeću. Ferdinand Saussure smatran je ocem moderne lingvistike.

### Politologija
Politologija (politička znanost), akademska i istraživačka disciplina koja se bavi teorijom i praksom politike te opisom i analizom političkih sustava i političkog ponašanja. Polja i područja politologije uključuju političku ekonomiju, političku teoriju i filozofiju, civilnu edukaciju i komparativnu politiku, teoriju direktne demokracije, apolitičku vlast, participativnu direktnu demokraciju, nacionalne sustave, međunacionalu političku analizu, politički razvoj, internacionalne odnose, vanjsku politiku, internacionalno pravo, politiku, javnu upravu, upravno ponašanje, javno pravo, sudsko ponašanje i javnu politiku. Politologija također istražuje moć u internacionalnim odnosima te teoriju velesila i supersila.
Politologija je metodološki raznovrsna. Pristupi unutar discipline uključuju klasičnu političku filozofiju, interpretivizam, strukturalizam te bihevioralizam, realizam, pluralizam i institucionalizam. Politologija, kao jedna od društvenih znanosti, koristi metode i tehnike koje se odnose na vrste traženih ispitivanja: primarnih izvora poput povijesnih dokumenata i službenih zapisa, te sekundarnih izvora poput članaka iz školskih časopisa, anketnih istraživanja, statističke analize, istraživanja slučajeva i izrade modela. Herbert Baxter Adams zaslužan je za kovanje fraze "politička znanost" dok je predavao povijest na Sveučilištu Johnsa Hopkinsa.

#### Javna uprava
Jedna od glavnih grana politologije, javna uprava, može se grubo opisati kao razvoj, primjena i istraživanje grana upravne politike. Postizanje javnog dobra unaprijeđenjem civilnog društva i socijalne pravde krajnji je cilj ovog polja. Iako se javna administracija tijekom povijesti nazivala upravljanje vlasti, ona sve više obuhvaća nevladine organizacije koje također djeluju sa sličnom, primarnom posvećenošću dobrobiti čovječanstva.  
Diferenciranje javne administracije od poslovne administracije, vrlo bliskog polja, postalo je popularna metoda definiranja discipline. Prvo, ciljevi javne administracije bliži su ciljevima koji se često navode kao ciljevi američkih osnivača i demokratskog naroda općenito. To jest, javni zaposlenici rade kako bi poboljšali ravnopravnost, pravdu, sigurnost, učinkovitost, djelotvornost, a tek povremeno rade radi profita. Ove vrijednosti pomažu diferencijaciji polja od poslovne administracije koja je primarno zabrinuta za profit što definira tu disciplinu. Drugo, javna administracija relativno je novo, multidisciplinarno polje. Djelo Woodrowa Wilsona The Study of Administration često se navodi kao zametno djelo. Dr. Wilson je zagovarao profesionalniju operaciju dnevnih aktivnosti javnih službenika. Štoviše, budući predsjednik je identificirao potrebu Sjedinjenih Država za separacijom stranačke politike i dobre birokracije, što je također bila vječna tema.
Multidisciplinarna priroda javne administracije je povezana s trećim definirajućim obilježjem: administrativnim dužnostima. Javni administratori rade u javnim agencijama na svim razinama vlasti, te izvode širok raspon zadaća. Javni administratori prikupljaju i analiziraju podatke (statistika), nadziru fiskalne operacije (proračune, obračune i protok novca), organiziraju velike događaje i sastanke, predlažu zakone, razvijaju politiku, te često izvršavaju zakonski mandatirane aktivnosti vlasti. Zahvaljujući ovom posljednjem aspektu javni administratori služe kao glasnogovornici, tajnici, bilježnici, novinski procesori, zapisničari, javni bilježnici, rizniari i upravitelji. Zaista, disciplina se dobro sparuje s mnogim strukovnim poljima poput informacijske tehnologije, financija, prava i inženjerstva. Kada treba iznijeti i procijeniti javne službe, javni administrator je nesumnjivo uključen.

### Psihologija
Psihologija je akademska i primijenjena disciplina koja uključuje istraživanje ponašanja i mentalnih procesa. Psihologija se također odnosi na primjenu takvog znanja na razne sfere ljudske aktivnosti, uključujući probleme pojedinaca u njihovu svakodnevnom životu, te terapiju mentalnih bolesti.
Psihologija se razlikuje od antropologije, ekonomije, politologije i sociologije u tome što pokušava pronaći eksplanatorne generalizacije mentalne funkcije i vidljivog ponašanja pojedinaca, dok se druge discipline fokusiraju na stvaranje deskriptivnih generalizacija o funkcioniranju socijalnih grupa ili ljudskog ponašanja specifičnog u raznim situacijama. U praksi ipak postoji poprilično velika križna fertilizacija koja se odvija među tim poljima. Psihologija se razlikuje od biologije i neuroznanosti po tome što se primarno bavi interakcijom mentalnih procesa i ponašanja, te cjelokupnim procesima sustava, a ne samo biološkim ili neuralnim procesima, iako uže područje neuropsihologije kombinira istraživanje aktualnih neuralnih procesa s istraživanjem mentalnih efekata koje oni subjektivno proizvode. Mnogi ljudi asociraju psihologiju s kliničkom psihologijom koja se fokusira na procjenjivanje i terapiju problema u živoj i psihopatologiji. U stvarnosti psihologija ima bezbrojne specijalnosti uključujući socijalnu psihologiju, razvojnu psihologiju, kognitivnu psihologiju, psihologiju industrijske organizacije, matematičku psihologiju, neuropsihologiju, kvantitativnu analizu ponašanja te mnoge druge. Riječ psihologija dolazi od starogrčkog ψυχή, psyche ("duša", "um") i logos ("riječ", "znanost").
Psihologija je vrlo široka znanost kojoj se rijetko pristupa u cjelini kao velikom bloku. Iako neka područja obuhvaćaju prirodnoznanstvenu bazu i društvenoznanstvenu primjenu, druga se mogu jasno razdijeliti i označiti kako imaju malo toga s društvenim znanostima ili malo toga s prirodnim znanostima. Primjerice, biološka psihologija se smatra prirodnom znanošću s društvenoznanstvenom primjenom (kao što je to klinička medicina), socijalna i okupacijska psihologija su, generalno govoreći, čisto društvene znanosti, dok je neuropsihologija prirodna znanost kojoj nedostaje primjena izvan potpuno znanstvene tradicije. Na britanskim sveučilištima naglasak na dijelu psihologije koju je student studirao i/ili se na nju usredotočio može se vidjeti u stečenim akademskim nazivima: B.Psy. označava ravnotežu između prirodnih i društvenih znanosti, B.Sc. označava snažnu (ili potpunu) znanstvenu koncentraciju, dok B.A. označava glavninu društvenoznanstvenih kredita.

### Socijalni rad
Socijalni rad bavi se socijalnim problemima, njihovim uzrocima, rješenjima i utjecajima na ljude. Socijalni radnici rade s pojedincima, obiteljima, grupama, organizacijama i zajednicama. Socijalni rad je profesija posvećena potrazi za socijalnom pravdom, poboljšanju kvalitete života, te razvoju punog potencijala svakog pojedinca, grupe i zajednice u društvu. Pridjev socijalni odnosi se na ljudsko društvo ili njegovu organizaciju. Korijen "soci-" koji dolazi od latinske riječi socius, a označava člana, druga ili saveznika, odnosi se stoga na ljude općenito. Socijalni rad je društvena znanost koja primjenjuje socijalnu teoriju i istraživačke metode radi proučavanja i poboljšavanja života ljudi, grupa i društava. Socijalni rad je jedinstven po tome što pokušava simultano navigirati kroz sustave (mikro, medio i makrosustave), kao i unutar svakog od njih radi dostatnog adresiranja i rješavanja socijalnih problema na svim razinama. Socijalni rad inkorporira i iskorištava sve društvene znanosti kao sredstva za poboljšanje ljudskog stanja.
Socijalni rad zasniva svoju metodologiju na sustavnom korpusu znanja utemeljenom na dokazima te proisteklom iz istraživačke i praktične evaluacije, uključujući lokalno i autohtono znanje specifično za svoj kontekst. Socijalni rad prepoznaje složenost interakcija između ljudskih bića i njihove okoline, te kapacitet ljudi na koji mogu utjecati te koji istovremeno može mijenjati mnogostruke utjecaje na ljude uključujući biopsihosocijalne faktore. Profesija socijalnih radnika počiva na teorijama ljudskog razvoja i ponašanja te socijalnih sustava radi analize kompeksnih situacija i facilitacije individualnih, organizacijskih, socijalnih i kulturnih promjena. (Internacionalna federacija socijalnih radnika).
U istraživanjima u socijalnom radu postoji velik dio tradicionalnog istraživanja kako kvalitativnog tako i kvantitativnog koje prvenstveno provode sveučilišni istraživači, ali i istraživači iz drugih polja koji djeluju na raznim institutima, fundacijama ili agencijama socijalnih službi. Istovremeno glavnina socijalnih radnika nastavlja tražiti drugdje za znanjem. Takvo je stanje postojalo tijekom nastanka profesije u prvom desetljeću dvadesetog stoljeća. Jedan razlog za jaz u praktičnom istraživanju leži u tome što se praktičari bave sa situacijama koje su jedinstvene i idiosinkratične, dok se istraživanja bave pravilnostima i agregatima. Translacija između ova dva stanja često je nesavršena. Razvoj pun nade koji bi premostio taj jaz čini kompilacija mnogih praktičnih područja kolekcija "najboljih praksi", pretežno preuzetih iz istraživačkih rezultata, ali također destiliranih iz iskustva uvaženih praktičara.
Jedan od najistaknutijih organizacija koje promiču istraživačku znanost socijalnog rada je Society for Social Work and Research (http://www.sswr.org/), neprofitno profesionalno društvo inkorporirano u državu New York 1993. godine. Društvo je posvećeno uključivanju socijalnih radnika, fakulteta socijalnog rada, te studenata socijalnog rada u istraživanje i promicanje društvene skrbi kroz istraživanja i istraživačke primjene. 

### Sociologija
Sociologija je znanost o društvu i ljudskom socijalnom djelovanju. Općenito se bavi socijalnim pravilima i procesima koji povezuju i odvajaju ljude ne samo kao pojedince, već kao članove udruženja, grupa, zajednica i institucija, te uključuje istraživanje organizacija i razvoj ljudskog socijalnog života. Sociološko polje zanimanja varira od analize kratkih kontakata među anonimnim pojedincima na ulici do istraživanja globalnih socijalnih procesa. Većina sociologa radi u jednom ili više užih područja.
Značenje riječi dolazi od sufiksa "-ologija" grčkog podrijetla što znači "znanost", te korijena "soci-" od latinske riječi socius što znači član, drug ili saveznik, označavajući stoga ljude općenito. Sociologija je društvena znanost koja primjenjuje socijalnu teoriju i metode istraživanja radi proučavanja socijalnih života ljudi, grupa i društava, pa se ponekad definira kao znanost o socijalnim interakcijama. Ona je relativno nova akademska disciplina koja se razvila u ranom 19. stoljeću.
Zbog toga što je sociologija vrlo široka disciplina, teško se definira čak i kad to pokušaju profesionalni sociolozi. Jedan koristan način za opisivanje discipline je njezin prikaz kao mnoštva užih područja koja proučavaju različite dimenzije društva. Primjerice, socijalna stratifikacija proučava nejednakost i klasnu strukturu; demografija proučava promjene veličine i tipa populacije; kriminologija proučava kriminalno ponašanje i devijantnost; politička sociologija proučava vlast i zakone; a sociologija rase i sociologija roda proučavaju rasne i rodne podjele u društvu.
Sociološke metode, teorije i koncepti mogu inspirirati sociologe na istraživanje podrijetla uobičajeno prihvaćenih konvencija. Sociologija nudi uvide u socijalni svijet koji se prostire izvan očekivanja koja počivaju na pojedinačnim dosjetkama i ličnostima. Sociolozi mogu pronaći opće socijalne obrasce u proučavanju ponašanja određenih pojedinaca i grupa. Ovaj specifičan pristup socijalnoj realnosti ponekad se naziva sociološkom perspektivom.
Sociolozi koriste raznolike metode istraživanja, uključujući istraživanje slučajeva, povijesno istraživanje, intervju, promatranje sudionika, analizu socijalne mreže, anketno istraživanje, statističku analizu, izradu modela te mnoge druge pristupe. Od kraja 1970-ih mnogi su sociolozi pokušavali učiniti disciplinu korisnom za neakademske svrhe. Rezultati socioloških istraživanja pomažu edukatorima, zakonodavcima, administratorima, razvijateljima, te ostalima uključenima u riješavanje socijalnih problema i formuliranju javne politike kroz subdisciplinarna područja poput evaluacijskog istraživanja, metodološkog procjenjivanja, te javne sociologije. Nova sociološka područja nastavljaju nicati – komunikacijske znanosti, informatička sociologija, mrežna analiza, teorija aktera i mreže te rastući popis na kojem se nalaze mnoge discipline interdisciplinarne prirode.

### Ostala polja društvenih znanosti
- Informacijske znanosti
- Komunikologija ili komunikacijske znanosti
- Razvojne znanosti
- Informatika
- Internacionalni odnosi
- Legalno upravljanje ili paralegalne znanosti
- Sociobiologija

## Socijalna teorija i metode istraživanja
Društvene znanosti dijele mnoge perspektive socijalnih teorija i metode istraživanja. Teoretske perspektive uključuju različite tipove kritičke teorije, dijalektičkog materijalizma, feminističke teorije, fronetičke društvene znanosti, razvrstanih grana marksističke teorije poput revolucionarne teorije i klasne teorije, postkolonijalne teorije, postmodernizma kao i srodnog intelektualnog kriticizma i znanstvenog kriticizma, teorije racionalnog izbora, racionalnog kriticizma, socijalnog konstruktivizma, strukturalizma i strukturalnog funkcionalizma. Zajedničke metode istraživanja uključuju široku raznolikost kvantitativnih i kvalitativnih metoda. Kvantitativne metode prikupljanja podataka uključuju uporabu brojeva za procjenu informacija. Ove se informacija zatim mogu vrednovati uporabom statističke analize. Upitnici, terensko i laboratorijsko prikupljanje podataka su ostali tipovi tehnika korištenih u kvantitativnim istraživanjima.

## Kritika
Društvene znanosti ponekad se kritiziraju zbog toga što su manje znanstvene od prirodnih znanosti, te po tome što su smatrane manje rigoroznima ili empirijskima u svojim metodama. Ova tvrdnja nastala je u takozvanim Znanstvenim ratovima te se uobičajeno navodi prilikom usporedbe društvenih znanosti s poljima poput fizike, kemije ili biologije kod kojih je koroboracija hipoteze mnogo više incizivna u odnosu na promatrane podatke iz specifično dizajniranih eksperimenata. Društvene znanosti stoga mogu biti smatrane pretežno opservacijskima, jer su u objašnjavanju kauzalnih odnosa vrlo subjektivne. Ograničen stupanj slobode dostupan je u dizajniranju faktora koji se postavlja za pojedino opservacijsko istraživanje. Društveni znanstvenici ipak se protive tim tvrdnjama ističući uporabu bogate raznolikosti znanstvenih procesa, matematički dokaza, te ostalih metoda u svojoj profesionalnoj literaturi. Flyvbjerg (2001) tvrdi kako je rasprava o tome jesu li prirodne znanosti znanstvenije od društvenih znanosti zapravo uzaludna; društvene znanosti najbolje je prakticirati kao fronezu, dok je prirodne znanosti najbolje prakticirati kao episteme, u klasično grčkom značenju ovih pojmova, te oba imaju važnu (iako različitu) ulogu u produkciji znanja u društvu.
Ponekad se tvrdi kako je socijalni svijet jednako kompleksan za proučavanje kao što je proučavanje statičkih molekula. Akcije ili reakcije molekula ili kemijske tvari uvijek su iste kada su stavljene u određene situacije. Ljudi su, u drugu ruku, mnogo kompleksniji za takve tradicionalne znanstvene metodologije. Ljudi i društva nemaju određena pravila koja uvijek imaju isti ishod, te oni ne mogu jamčiti kako će reagirati na isti način u određenim situacijama.
Treća kritika označava težnju društvenih znanosti da se češće nalaze pod utjecajem politike, jer rezultati u društvenim znanostima mogu prijetiti određenim centrima moći u društvu, posebice onima koji financiraju istraživačke institucije. Štoviše, kompleksnost pojačava probleme, jer promatrani socijalni podatci mogu biti rezultat faktora koje je teško procijeniti u izolaciji.
Ne priznaju sve institucije gore navedena polja pod pojmom društvenih znanosti ili ih označujući samo kao društveno znanstvenim. Neke discipline imaju karakteristike humanističkih, društvenih i prirodnih znanosti: primjerice neka područja antropologije poput biološke antropologije blisko su povezana s prirodnim znanostima, dok su arheologija i lingvistika društvene znanosti, kulturna antropologija je mnogo više povezana s humanističkim znanostima. Treba se zapaziti kako se metodologije društvenih znanosti inkorporiraju u takozvane čvrste znanosti poput medicine gdje se sada ističe tronožna stolica u razumijevanju fizičkog blagostanja u medicinskom kurikulumu a noge predstavljaju biološke, sociopsihološke i okolinske utjecaje.

## Vanjske poveznice
Ostali projekti
|  | Zajednički poslužitelj ima još gradiva o temi Društvene znanosti |

Mrežna mjesta
- Razred za društvene znanosti HAZU
- Institut društvenih znanosti Ivo Pilar
- Introduction to Hutchinson et al There's No Such Thing as a Social Science
- Social Science Virtual Library  Arhivirana inačica izvorne stranice od 6. ožujka 2012. (Wayback Machine)
- UC Berkeley Experimental Social Science Laboratory
- Intute: Social Sciences  Arhivirana inačica izvorne stranice od 11. studenoga 2010. (Wayback Machine) (UK)
- History of Social Science  Arhivirana inačica izvorne stranice od 4. svibnja 2009. (Wayback Machine)
- International Journal of Humanities and Social Sciences
- International Journal of Social Sciences
- International Social Science Council
- Social Science Virtual Library:Canaktanweb (Turkish)
- Social Science Research Society  Arhivirana inačica izvorne stranice od 9. svibnja 2008. (Wayback Machine)
- International Conference on Social Sciences
- Institute of Small Enterprises and Development (ISED)